# Boletim dos Museus Nacionais de Arte Antiga

O Boletim dos Museus Nacionais de Arte Antiga é lançado pela primeira vez em 1939, sob a direção de João Rodrigues da Silva Couto, com o objetivo de registar todas as atividades do Museu Nacional dos Coches e do Museu Nacional de Arte Antiga, tendo ambos museus permanecido sob a mesma direção por um curto período de tempo. As suas rotinas, espólio e história, inspiraram os três volumes deste boletim, que se publicou entre 1939 e 1943, ano em que se deu a separação dos museus e  o nome do boletim sofre alteração para Boletim do Museu Nacional de Arte Antiga (a partir da edição de 1946). Quanto ao seu conteúdo, o mesmo apresenta uma componente  predominantemente técnica e estatística, mas também educativa, de caráter multidisciplinar, elaborada  a pensar nos profissionais de arte, colecionadores e afins. Alguns dos assuntos interessantes são o relato de como aconteceram algumas cedências, ofertas, incorporações e legados ao Museu Nacional de Arte Antiga, assim como exposições temáticas, temporárias, comemorativas, bibliográficas, biográficas, de coleções estrangeiras, que testemunham a actividade e o movimento do museu e a sua popularidade. Na lista dos seus colaboradores encontram-se nomes como: Augusto Vieira da Silva, Charles Oman, Maria José de Mendonça, Mário de Sampayo Ribeiro, Ernesto Soares, João Miguel dos Santos Simões, Madalena Cabral, Manuel Valadares e Mário Novais.